# Dmitri Shilov
Bản mẫu:Eastern Slavic name
Dmitri Vyacheslavovich Shilov (tiếng Nga: Дмитрий Вячеславович Шилов; sinh ngày 30 tháng 1 năm 1991) là một cầu thủ bóng đá người Nga. Anh thi đấu cho FC Tekstilshchik Ivanovo.